# Црква Божја у Србији
Црква Божја је протестантска верска заједница која делује на простору Србије, под овим именом од 1968. године. Седиште ове верске заједнице било је у Карановцу код Варварина, али се од 2009. године налази у Сремској Митровици. Припада пентекостној деноминацији.

## Историјат
Пентекостни покрет настаје у Сједињеним Америчким Државама крајем 19. века. Црква Божја настаје у месту Кливленд, у савезној држави Тенеси 1886. године. То је евангелистичка хришћанска заједница харизматског типа. Почетком 20. века, након хришћанског буђења у Лос Анђелесу, пентекостни покрет захвата велики број протестанта у САД, а затим и у Канади и Европи. Пентекосталци се на нашим просторима јављају већ након Првог светског рата и то на простору Бачке, Баната, Срема и Славоније. Први пентекосталци се јављају међу протестантима: Словацима, Немцима и Мађарима али убрзо привлаче и друге који су трагали за вером. 
Прве заједнице на територији Србије се налазе у бачким селима Пивнице и Лалић. Још тада су понеле назив Црква Божија. Између два светска рата дошло је до ширења пентекостног покрета али молитвене заједнице нису биле повезане и нису имале заједничку кровну организацију. Тек након Другог светског рата нове комунистичке власти организују уједињење свих пентекосталаца на територији Југославије, ради лакше контроле ове верске заједнице. Заједница тада преузима има Савез Христових цркава у ФНРЈ. Црква 1968. године мења назив у Црква Божја у СФРЈ и ступа у партнерски однос са Црвком Божјом из Кливленда, у Тенесију.

## Територијална организација
На челу цркве је старешина а свака локална црква има своје пасторе. Цркве се налазе у Сремској Митровици, Шиду, Руми, Врднику, Товаришеву, Вајсци, Београду, Качареву, Локвама, Белој Цркви, Крагујевцу, Јагодини и Карановцу.